# Epiplema suisharyonis
Epiplema suisharyonis är en fjärilsart som beskrevs av Embrik Strand 1916. Epiplema suisharyonis ingår i släktet Epiplema och familjen Uraniidae. Inga underarter finns listade i Catalogue of Life.